# Лозенградчани
 Лозенградчани са жителите на град Лозенград, Турция. Това е списък на най-известните от тях.

## Родени в Лозенград
А – Б – В – Г – Д —
Е – Ж – З – И – Й —
К – Л – М – Н – О —
П – Р – С – Т – У —
Ф – Х – Ц – Ч – Ш —
Щ – Ю – Я

### А
- Антим I (1816 – 1888), пръв екзарх на Българската екзархия
- Антим Пелтекис (1840 – 1909), гръцки духовник
- Ана Полихронова (1882 – ?), българска учителка
- Атанас Димитров, български революционер от ВМОРО, четник на Никола Андреев[1]
- Атанас Калфов (1875 – ?), български революционер
- Атанас Кърджиев (1874 – след 1943), български революционер

### Б
- Борис Ибришимов (1907 – 1996), български композитор и диригент
- Боню Стойков (1879 - ?), деец на ВМОРО, участник в Илинденско-Преображенското въстание в 1903 година[2]

### Г
- Георги Димитров (1881 - ?), деец на ВМОРО, участник в Илинденско-Преображенското въстание в 1903 година с четата на Лазар Маджаров[2]
- Георги Милев Ковачев (? - 1918), български военен деец, поручик, загинал през Първата световна война[3]
- Георги Минков (1864 – 1943), български революционер, деец на ВМОК и ВМОРО
- Георги Янев Михалчев (1881 - ?), участник в Илинденско-Преображенското въстание в Одринско с четата на Кръстьо Българията[4]
- Георги Янев Пройков, български комунист, роден на 21 януари 1907 година, член на БКМС от 1923 година, в СССР от 17 август 1925 година, арестуван в 1937 година, загинал в 1938 година, посмъртно реабилитиран с решение на Военната колегия на Върховния съд на СССР, 3 декември 1955 година[5]

### Д
- Димитър Груев (1878 – 1976), български просветен деец и революционер
- Димитър Киров, деец на ВМОРО, четник на Михаил Даев[6]
- Димитър Ковачев (1887 – 1974), български революционер
- Дмиитър Коибаширов (1880 - ?), деец на ВМОРО, участник в Илинденско-Преображенското въстание в 1903 година с четата на Христо Арнаудов[2]
- Димитър Михалчев (1880 – 1967), виден български философ
- Димитър Х. Узунов, български революционер от ВМОРО, четник на Лука Джеров[7]
- Димо Стоянов Мутафов (1922 – 1944), български военен деец, подпоручик, загинал през Втората световна война[8]

### И
- Иван Камчев (1858 - ?), деец на ВМОРО, участник в Илинденско-Преображенското въстание в 1903 година с четата на Лазар Маджаров[2]
- Иван Карчев, български революционер
- Иван Томов Пиперков, български комунист, роден на 10 януари 1903 година, член на БКП от 1922 година, в СССР от 17 август 1925 година, член на ВКП (б) от 1925 година, арестуван през 1938 година, загинал, посмъртно реабилитиран — съобщено от Съветското посолство в България, 4 септември 1956 година[5]
- Иван Орманджиев (1890 – 1963), български историк

### К
- Кирил Томов Пиперков, български комунист, роден на 29 април 1906 година, член на БКМС, в СССР от 1925 година, член на ВКП (б) от 1928 година, арестуван през 1938 година, загинал в 1939 година, посмъртно реабилитиран — съобщено от Съветското посолство в България, 4 септември 1956 година[5]
- Костадин Георгиев (1876 - ?), деец на ВМОРО, участник в Илинденско-Преображенското въстание в 1903 година с четата на Лазар Маджаров[2]
- Костадин Янев (1876 - ?), деец на ВМОРО, участник в Илинденско-Преображенското въстание в 1903 година с четата на Лазар Маджаров[2]
- Коста Тенишев (1878 – 1951), български революционер
- Купен Ян. Бабаджанов (1882 - ?), участник в Илинденско-Преображенското въстание в Одринско с четата на Кръстьо Българията[4]

### Л
- Лазо Лазов (1872 – 1929), български революционер

### М
- Милка Атанасова – Куца Милка, българска учителка и революционерка, деятелка на ВМОРО[9]
- Михаил Христов Минчев, български комунист, роден на 15 септември 1898 година, член на БКП от 1918 година, в СССР от 21 ноември 1932 година, арестуван през февруари 1938 година като шлосер в завод „Первый ГБЗ - имени Кагановича”, Москва, осъден на 8 години в лагер, на 8 октомври 1949 година е арестуван и заточен в Красноярския край, реабилитиран с решение на Военната колегия на Върховния съд на СССР, 19 февруари 1955 година, възстановен в партията с решение на Секретариата на ЦК на БКП от 1955 година, завърнал се в България през 1955 година[5]
- отец Михаил Пастърмаджиев, служил в село Оряховица, Старозагорска духовна околия от 1954 г.[10]
- Младен Желязков (1838 – 1904), български лекар

### Н
- Никола Асланов (1875 – 1905), български революционер
- Никола Кърджиев (1875 – ?), български революционер
- Никола Стоянов Бутниколиба (1885 - ?), български революционер от ВМОРО, четник на Кръстьо Българията,[11] участник в Илинденско-Преображенското въстание в 1903 година[2]
- Никола Христов, български революционер от ВМОРО, четник на Кръстьо Българията[11]
- Никола Христов Минчев-Моряка, български комунист, роден на 15 юни 1904 година, в Съветска Русия от ноември 1922 година, член на ВКП (б) от 1926 година, арестуван, завърнал се в България на 11 април 1945 година, обявен за активен борец, починал през 1974 година[5]

### П
- Панайот Воденичаров (1885 – ?), български учител[12]
- Паруш Янов, деец на ВМОРО, четник на Михаил Даев[6]
- Паскал Иванов (1882 – 1903), български революционер
- Петър Недялков (1876 - ?), деец на ВМОРО, четник на Вълчо Антонов, участник в Илинденско-Преображенското въстание в 1903 година с четата на Лазар Маджаров[2]
- Полихрон Нейчев (1868 – ?), български историк, деец на ВМОК
- Прокопий Преславски (? – 1874), гръцки духовник

### С
- Самуил Егински (около 1770 – 1871), гръцки духовник
- Станислав Вълков (1884 – 1927), български революционер, деец на ВМОРО
- Стефан Добрев (1878 – ?), български революционер
- Стефан Тодоров (1874 – ?), български офицер
- Стойко Бойчев (1869 – ?), български революционер
- Стойчо Воденичаров (1870 – ?), български революционер
- Стойчо Орманджиев, български революционер
- Стоян Бойчев (1878 - ?), деец на ВМОРО, участник в Илинденско-Преображенското въстание в 1903 година с четата на Лазар Маджаров[2]
- Стоян Димитров Коларов, български комунист, роден в 1902 година, член на БКП от 1923 година, в СССР от 1925 година, член на ВКП (б) от 1925 година, арестуван на 20 октомври 1937 година, като завеждащ учебната работа в училище в село Благоево, Одеска област, осъден на смърт и разстрелян на 9 октомври 1939 година, посмъртно реабилитиран с определение на Военния трибунал на Одеския военен окръг, 29 ноември 1955 година[5]
- Стоян Лазов (1874 – 1929), български революционер
- Стоян Пронев, български революционер
- Стоян Христов (1873 - ?), деец на ВМОРО, участник в Илинденско-Преображенското въстание в 1903 година с четата на Лазар Маджаров[2]

### Т
- Тодор Минков (1895 – 1939), български просветен деец
- Тодорка Николова Калоянчева (Тодорка Стоянова Калоянчева), българска комунистка, родена на 17 септември 1896 година, членка на БКП от 1921 година, в СССР от 21 юни 1931 година, членка на ВКП (б), след арестуването на съпруга ѝ Стоян Калоянчев през 1938 година е изключена от ВКП (б) и заточена в Узбекската ССР до 1945 година, завърнала се в България през 1945 година, активен борец, починала през 1972 година[5]
- Тома Пиперков (? – 24 август 1928, Бургас), български революционер, член на Лозенградския окръжен революционен комитет в 1901 година[13]

### Х
- Харитон, български духовник
- Христо Кутинов (1878 - ?), деец на ВМОРО, участник в Илинденско-Преображенското въстание в 1903 година с четата на Лазар Маджаров[2]
- Христо Лозев (1883 – 1970), български художник
- Христо Тенишев (1873 – 1951), български революционер

### Я
- Яни Воденичаров (1882 – ?), български революционер
- Яни Желязков (1873 - ?), деец на ВМОРО, участник в Илинденско-Преображенското въстание в 1903 година с четата на Димитър Ташев[2]
- Яни Читаков (1879 - ?), български революционер

#### Родени в махалатаКарахадър
- Георги Попниколов (1875 - след 1943), български революционер, осъден на 5 години затвор заради участието си в Преображенското въстание[14]
- Димитър Попниколов (1880 – 1978), български революционер и просветен деец
- Илия Попниколов, учител в Бунархисар и член на ВМОРО. Арестуван от младотурците и починал в затвора през 1912 година.
- Костадин Попниколов (1889 – 1918), ротен командир, загинал в 1918 година през Първата световна война[15]
- Никола Бъчваров (1853 – 1917), български свещеник и революционер, осъден на 7 години заточение в Мала Азия, умрял в Созопол
- Петър Шивачев (1864 – ?), български революционер, свещеник, просветен деец и общественик
- Яни Попов (1878 – 1954), български революционер

### Македоно-одрински опълченци от Лозенград
- Георги Анастасов, 1 рота на 5 одринска дружина[16]
- Груд Анастасов, жител на Ортакьой, 1 рота на 8 Костурска дружина[16]
- Георги Анестев, 30-годишен, 1 рота на 5 одринска дружина, орден „За храброст“ ІV степен[17]
- Димитър Анастасов, 4 рота на 8 Костурска дружина[16]
- Панайот Абрашев, 45-годишен, 3 рота на 6 охридска дружина[18]
- Панайот Анестев, 27-годишен, 1 рота на 5 одринска дружина, бронзов медал[17]
- Петър Бабов, 30-годишен, жител на Бургас, писар, ІІІ клас, 1 рота на Лозенградска партизанска дружина[19]

### Починали в Лозенград
- Антон Великов Енчев, български военен деец, подпоручик, загинал през Балканската война[20]
- Асен Хаджипаскалев Тодоров, български военен деец, подпоручик, загинал през Балканската война[21]
- Атанас Николов Савов, български военен деец, подпоручик, загинал през Балканската война[22]
- Атанас Руевски Стоянов, български военен деец, капитан, загинал през Балканската война[23]
- Георги Досев Досев, български военен деец, майор, загинал през Балканската война[24]
- Димитър Иванов Калпазанов, български военен деец, подпоручик, загинал през Балканската война[25]
- Иван Г. Върбанов, български военен деец, кандидат-офицер, загинал през Балканската война[26]
- Иван Стаевски, български военен деец, подпоручик, загинал през Балканската война[27]
- Никола Стомоняков, български военен деец, поручик, загинал през Балканската война[28]
- Петър Данков Вишов, български военен деец, подпоручик, загинал през Балканската война[29]
- Стефан Атанасов Атанасов, български военен деец, подпоручик, загинал през Балканската война[30]
- Тодор Ангелов Редков, български военен деец, капитан, загинал през Балканската война[31]
- Тодор Иванов Йонков, български военен деец, подпоручик, загинал през Балканската война[32]
- Тодор Минков (1895 – 1939), български просветен деец

### Други
- Иван Челиков, български революционер, член на Лозенградския окръжен революционен комитет между 1901 и 1902 година.[33]
- Филарет Вафидис (1850 – 1933), гръцки духовник, костурски митрополит, по произход от Лозенград